# Ethan A. Hitchcock (politiker)

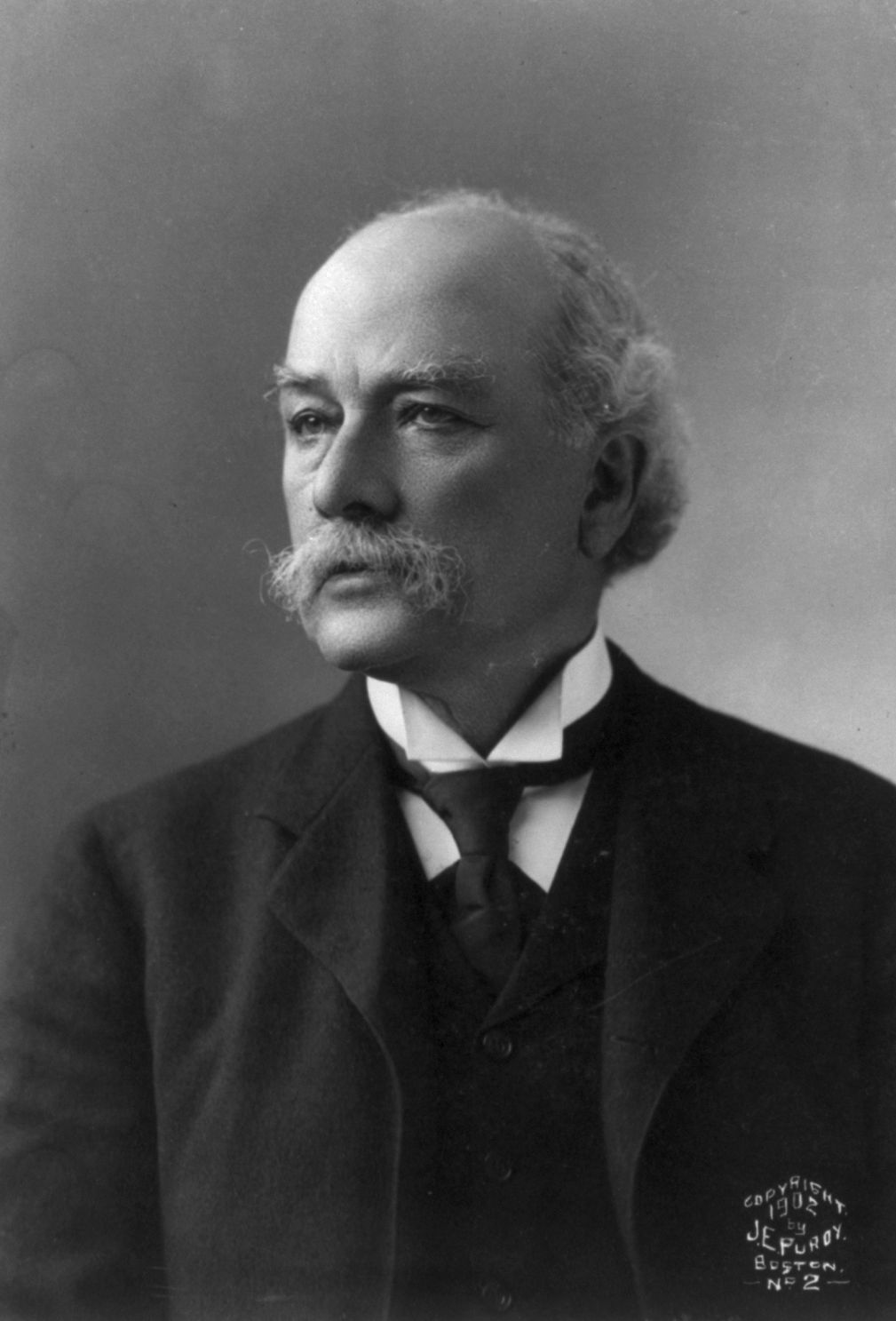
Ethan A. Hitchcock

Ethan Allen Hitchcock, född 19 september 1835 i Mobile, Alabama, död 9 april 1909 i Washington, D.C., var en amerikansk republikansk politiker och diplomat. Han var chef för USA:s diplomatiska beskickning i Sankt Petersburg 1897-1899. Han fick 1898 ambassadörs rang i det uppdraget. Han tjänstgjorde sedan som USA:s inrikesminister 1899-1907.
Hitchcock hade en lång karriär i näringslivets tjänst bakom sig då president William McKinley utnämnde honom till beskickningschef i Tsarryssland. USA:s inrikesminister Cornelius Newton Bliss avgick 1899 och efterträddes av Bliss. Efter mordet på McKinley fortsatte Bliss som minister under Theodore Roosevelt. Han avgick 1907 och efterträddes av James Rudolph Garfield. Hitchcock gravsattes på Bellefontaine Cemetery i Saint Louis.